# Der neueste Stern vom Variété
Der neueste Stern vom Variété è un film muto del 1917 scritto, interpretato e diretto (insieme al marito Franz Eckstein) da Rosa Porten.

## Produzione
Il film fu prodotto dalla Treumann-Larsen-Film GmbH.

## Distribuzione
Fu presentato in prima a Berlino nel maggio 1917.